# Belle des champs
Belle des champs était une marque commerciale de fromage français pasteurisé industriel disponible tout au long de l'année, créée par le groupe Bongrain,. Il était fabriqué dans le département français de l'Aisne depuis 1973. La production a cessé dans les années 1990.

## Caractéristiques
Il s'agissait d'un fromage à pâte molle et à croûte fleurie, de forme cylindrique et qui pèse environ deux kilogrammes. Sa durée d'affinage est d'une dizaine de jours. 

## Publicité
Une jeune fille blonde avec des nattes dessinée représenta la marque dans la publicité des années 1980. La chanson illustrant la publicité a été écrite par Richard Gotainer, qui a créé une version longue en 2008 dans son album Espèce de bonobo, en ajoutant des couplets à la version originale, transformant ainsi la chanson de la publicité en ballade grivoise.